# ميكي واتانابي
ميكي واتانابي (بالكانا:わたなべ みき) هو كاتب وشخصية أعمال وسياسي ياباني، ولد في 5 أكتوبر 1959. حزبياً، نشط في الحزب الليبرالي الديمقراطي الياباني. انتخب عضو مجلس المستشارين وقد انضم خلال فترته النيابية  للكتلة البرلمانية الحزب الليبرالي الديمقراطي الياباني.